# Mycetophagus punctatus
Mycetophagus punctatus là một loài bọ cánh cứng trong họ Mycetophagidae.